# Triplasius pictus
Triplasius pictus – gatunek muchówki z rodziny bujankowatych i podrodziny Bombyliinae. Zamieszkuje krainę palearktyczną od Półwyspu Iberyjskiego po Iran.

## Taksonomia
Gatunek ten opisany po raz pierwszy wprowadzony został do literatury w 1768 roku przez Jacoba Christiana Schäffera pod nazwą Bombylivs tertivs, jednak publikacja ta nie spełnia wymagań ICZN, stąd za właściwy uznaje się epitet gatunkowy wprowadzony w 1794 roku przez Georga Wolfganga Franza Panzera w kombinacji Bombylius pictus.

## Morfologia
Muchówka ta osiąga od 8 do 11 mm długości ciała o zwartej budowie. W całości porośnięta jest puszystym i długim owłosieniem. Głowa jest dość mała, znacznie węższa od tułowia, w widoku bocznym mniej więcej trójkątna. Wyposażona jest w długi, smukły, sterczący ku przodowi ryjek i dość krótkie głaszczki. Owłosienie głowy jest głównie czarne, ale na potylicy czerwonożółte lub żółte; żółte włoski występować mogą też na twarzy. Kolor szczecinek zaocznych jest czarny. Oczy złożone u samic są szeroko rozstawione, u samców zaś stykają się ze sobą w jednym punkcie. Czułki są wąsko rozstawione i mniej więcej tak długie jak głowa, ubarwione brunatnoczarnie, a ich trzeci człon jest u samca liściowato spłaszczony. Trzonek czułka porastają włoski czarne, zaś nóżkę czarne i złote. Tułów jest krótki i szeroki, porośnięty włoskami ciemnobrunatnymi, czerwonożółtymi i białymi, u samicy z odcieniem żółtym; w szczególności włoski białe występują po bokach śródplecza. Szczecinki na śródpleczu są czerwonawe, na tarczce zaś czarne. Skrzydła są przydymione matowoszaro, pokryte licznymi, drobnymi, izolowanymi, ciemnymi plamkami. Żyłka poprzeczna radialno-medialna nie jest krótsza od żyłki poprzecznej medialno-medialnej. Barwa przezmianek jest brunatna do czarnej. Odnóża mają czarne i czarno owłosione biodra, czarne nasadowe części ud oraz żółte golenie i stopy. Odnóża są ponadto opatrzone białymi łuskami. Odwłok jest krótki i szeroki, szerszy od tułowia, porośnięty głównie włoskami czerwonobrunatnymi, tylko na tylnych krawędziach tergitów czarnymi. Tergity od czwartego do piątego mają po bokach plamy z białych łusek, a niekiedy też białą linię pośrodku.

## Ekologia i występowanie
Owad ciepłolubny. Osobniki dorosłe aktywne są od kwietnia do maja. Odwiedzają kwiaty celem żerowania na nektarze. Latają nisko, lotem zygzakowatym. Chętnie przysiadają na nasłonecznionej powierzchni gleby. Larwy są parazytoidami pszczół.
Gatunek palearktyczny, znany z Portugalii, Hiszpanii, Francji, Niemiec, Szwajcarii, Austrii, Włoch, Polski, Czech, Słowacji, Węgier, Ukrainy, Mołdawii, Rumunii, Grecji, europejskiej części Rosji, Turcji, Gruzji, Armenii, Azerbejdżanu, północno-zachodniego Iranu i Egiptu.